# 고흥 신호리 동호덕고분
고흥 신호리 동호덕고분(高興新虎里東虎德古墳)은 대한민국 전라남도 고흥군 도화면 신호리에 있는 고분이다. 2001년 9월 27일 전라남도의 문화재자료 제217호로 지정되었다.

## 개요
고분은 동호덕마을의 북서에서 남동으로 내려오는 낮은 구릉의 끝부분에 위치하고 있는데 구릉은 밭으로 개간되었고 구릉 주변의 충적지는 논으로 경작되고 있다. 구릉 끝부분에는 영광정씨(靈光丁氏)의 민묘 4기가 있으며 이 민묘들의 뒤쪽에 고분이 위치하고 있다.
고분은 주변 지역의 개간과 민묘의 조성으로 분구가 약간 변형되었지만 비교적 잘 남아있다. 분구는 많이 삭평되었는데 중앙에 남―북 장축의 석실 상부가 완전히 노출되어 있다. 석실은 분구를 성토하면서 구지표 위쪽에 만든 지상식으로 추정되는데 북서쪽에서 남동쪽으로 내려오는 지형과 상관없이 남―북 방향으로 축조하였다. 분구의 평면형태는 남북쪽이 약간 긴 원형인데 규모는 남북 직경 18m, 동서직경 16m, 높이 2m 정도이다. 마을 주민들에 따르면 고분은 일제강점기에 도굴되었는데 당시에도 석실의 천정석이 노출되어 있었다고 한다. 주구와 같은 주변시설은 확인되지 않았다.
분구에는 석실 천정석이 모두 노출되어 있는데 판석 5매를 이용하여 현실과 연도를 덮었다. 천정석 아래쪽에는 벽석 일부가 노출되어 있다. 천정석은 두께 30cm 정도의 판석을 사용하였다. 가장 남쪽 천정석에 잇대어 너비 150cm, 두께 30cm의 문비석이 세워져 있다.
석실은 판석을 쌓아서 축조한 것으로 현실 남벽 중앙에 연도가 이어져 있다. 정확한 석실의 규모는 알 수는 없지만 도굴갱과 천정석 사이에 드러나 있는 벽석으로 보아 어느 정도 추정이 가능하다. 현실의 규모는 길이 7.2m, 너비 1.5m, 높이 1.2m 정도이며 연도의 규모는 길이 1.3m, 너비 0.55m(현실쪽)∼1m(입구쪽) 정도여서 석실의 전체길이는 8.5m 내외에 달한다.

## 참고 문헌
- 고흥신호리동호덕고분 - 국가유산청 국가유산포털